# Vanilla columbiana
Vanilla columbiana ist eine Pflanzenart aus der Gattung Vanille (Vanilla) in der Familie der Orchideen (Orchidaceae). Die Kletterpflanze hat ihr Verbreitungsgebiet in Kolumbien.

## Beschreibung
Vanilla columbiana ist eine immergrüne Kletterpflanze. Die fleischige Sprossachse erreicht bis 1 Zentimeter Durchmesser, die Länge der Internodien beträgt etwa 15 Zentimeter. Die ungestielten Blätter sind länglich bis lanzettlich, vorne enden sie stumpf. Die Blattlänge beträgt etwa 11 Zentimeter, die Breite 3,7 Zentimeter.
Die Blütenstandsachse wird 3,5 bis 4 Zentimeter lang. Die Tragblätter sind 0,4 bis 0,7 Zentimeter lang, länglich bis oval geformt, sie enden stumpf. Der Fruchtknoten ist 2,5 Zentimeter lang. Die Sepalen und seitlichen Petalen sind lanzettlich, fleischig, am Ende spitz, sie werden 3,7 Zentimeter lang. Die Petalen sind auf der Außenseite scharfkantig gekielt und beschuppt. Die Lippe ist mit 3,3 Zentimeter etwas kürzer als die anderen Blütenblätter. Sie ist deutlich dreilappig, die Seitenlappen sind nach oben geschlagen und mit der Säule zu einer Röhre verwachsen. Der mittlere Lappen ist im Umriss quadratisch, am Rand stark gewellt. Längs der Lippe laufen verdickte, gekräuselte Adern, mittig sitzt ein Büschel behaarter Schuppen. Die keulenförmige Säule wird 2,5 Zentimeter lang, sie ist auf der Unterseite behaart.

## Verbreitung
Vanilla columbiana ist nur aus Kolumbien bekannt. Portères gibt ein Vorkommen am Río Magdalena an.

## Botanische Geschichte
Diese Orchidee wurde 1896 von Robert Allen Rolfe beschrieben. Das Typusexemplar ist unvollständig, die Beschreibung beruht wohl auf einer noch nicht aufgeblühten Knospe. Die Zuordnung neuerer Sammlungen zu Vanilla columbiana ist deshalb unsicher. Soto Arenas und Cribb stellen sie in die Verwandtschaft von Vanilla pompona, mit Vanilla calyculata, Vanilla grandiflora, Vanilla pseudopompona und Vanilla vellozii als weiteren verwandten Arten.